# موسوية
الموسوية هي مجموعة الأديان التي تشير إلى رسالة النبي موسى الدينية، والتي تلقاها، وفقًا للكتاب المقدس، من الله على جبل الطور. وتعد هذه الأديان أيضًا موسى أهم نبي، مع أنه ليس الوحيد.
تتطابق الموسوية بالمعنى الضيق مع اليهودية؛ إذ تُستخدم لفظة الموسوية أحيانًا مرادفة لليهودية، وتُشكل أساسًا لبعض التسميات العرقية اليهودية. مع ذلك، تشير جماعات دينية أخرى إلى شريعة موسى في رسالتها الدينية، وبالتالي يمكن تعريفها بأنها تنتمي إلى مجال الموسوية بمعناها الأوسع، ومن الأمثلة على ذلك:
- السامرية، وهي ديانة السامريين. يُعرّفون أنفسهم بأنهم من نسل بني إسرائيل القدماء في زمن موسى، ولكنهم لا يعرفون أنفسهم يهودا.
- انبثقت حركة القرائية من بعض ممثليها المقيمين في الإمبراطورية الروسية (القريميين)، وهم الذين عرّفوا أنفسهم في القرن التاسع عشر على أنهم ينتمون إلى دين محدد، يستند حصريًا إلى الكتاب المقدس العبري وتعاليم موسى، منفصلًا عن اليهودية. والقرائية حركة يهودية تؤمن فقط بالكتاب المقدس العبري.
- العبرانيون السود أعضاء في حركة دينية قومية سوداء أمريكية[الفرنسية] ظهرت في أواخر القرن التاسع عشر، وجمعت عددًا من الطوائف ذات المعتقدات اللاهوتية المختلفة نوعًا ما. يرفضون المسيحية (ويقبلها بعضهم جزئيًا) ويُعرّفون أنفسهم بأنهم من نسل العبرانيين القدماء. مرجعهم الأساسي، أو حتى الحصري، حسب المجموعة، هو العهد القديم.

وأخيرًا، بالمعنى الأوسع للكلمة، يمكن اعتبار المسيحية أيضًا ديانة تندرج ضمن نطاق الموسوية، حتى وإن اختلفت بعض الشيء في أمرين:
- إضافة "شريعة موسى" إلى العهد الجديد،
- جعل المسيح مرجعا دينيا أعلى عوضا عن موسى، ويبدو المسيح أنه الحامل الرئيسي للرسالة الإلهية، مع أن موسى لا يزال مهمًا.

بالمعنى الضيق والشائع، يُمكن اعتبار الموسوية فرعًا من الديانات الإبراهيمية. أما بالمعنى الأوسع، فهي مُرادفة لها.
مع ذلك، تجدر الإشارة إلى أن بعض المعتقدات المرتبطة بالديانات الإبراهيمية، مثل المندائية، تعتبر موسى "نبيًا كاذبًا"، وبالتالي تُستبعد من هذا التعريف.